# Uličské Krivé
Uličské Krivé és un poble i municipi d'Eslovàquia. Es troba a la regió de Prešov, al nord del país.

## Història
La primera referència escrita de la vila data del 1478.

## Demografia
| Godina             | 1994 | 2004    | 2014   | 2024    |
| ------------------ | ---- | ------- | ------ | ------- |
| Nombre de persones | 321  | 277     | 260    | 225     |
| Diferència         |      | −13,70% | −6,13% | −13,46% |

| Godina             | 2023 | 2024   |
| ------------------ | ---- | ------ |
| Nombre de persones | 236  | 225    |
| Diferència         |      | −4,66% |